# Chirisofo di Sparta
Chirisofo lo Spartano (in greco antico: Χειρίσοφος?, Cheirìsophos; Sparta, 435 a.C. – Bisanzio, 400 a.C.) è stato un mercenario spartano che partecipò, a capo di 700 opliti spartani, alla spedizione dei Diecimila.
Era al soldo del principe Ciro il Giovane, che mirava a rimuovere dal trono persiano il fratello Artaserse.

## Biografia
Chirisofo assunse il comando assoluto dell'armata greca poco dopo la battaglia di Cunassa, quando il satrapo Tissaferne uccise alla fine del 401 a.C. tutti i principali capi della spedizione con una trappola.
Egli guidò l'avanguardia dei mercenari greci nella ritirata attraverso le aspre montagne del Caucaso e dell'Anatolia, riuscendo a portarli fino alle coste del Mar Nero, dove lasciò la spedizione per chiedere al navarco Anassibio di aiutare i Greci a tornare in patria via nave.
Tornato con una sola trireme, gli rivenne conferito il comando, dopo che Neone di Asine aveva ricoperto questo ruolo durante la sua assenza. Quando l'esercito si divise in tre parti, Chirisofo prese il comando di circa 1 400 opliti e 700 peltasti.
Senofonte racconta che morì a causa di una medicina che aveva preso per la febbre.